# Austropsylla brevipecten
Austropsylla brevipecten är en loppart som beskrevs av Holland 1971. Austropsylla brevipecten ingår i släktet Austropsylla och familjen Pygiopsyllidae. Inga underarter finns listade i Catalogue of Life.